# لیزا لوون کونگسلی
لیزا لوون کونگسلی (انگلیسی: Lisa Loven Kongsli؛ زادهٔ ۲۳ سپتامبر ۱۹۷۹) بازیگر اهل نروژ است.
از فیلم‌ها یا برنامه‌های تلویزیونی که وی در آن نقش داشته‌است، می‌توان به اشغال‌شده، فورس ماژور، لیگ عدالت، و زن شگفتانگیز اشاره کرد.